# 네임리스 (영화)
《네임리스》(스페인어: Los sin nombre, 카탈루냐어: Els sense nom, 영어: The Nameless)는 1999년 공개된 스페인의 공포 영화이다. 자우메 발라게로의 장편 영화 감독 데뷔작이다.
이 영화는 1999년 10월 8일 시제스 영화제에서 전 세계 최초로 상영되었고, 멜리에스 국제 영화제 연맹에서 멜리에스 도르상을 수상했다. 필막스가 배급을 맡아 1999년 11월에 스페인에서 개봉했다. 극장가 흥행에서 성공하였으며, 2000년대 스페인 주요 제작사들의 공포 영화 제작 유행을 이끌어냈다.

## 줄거리
스페인 경찰은 맨홀에서 심하게 훼손된 소녀의 시신을 발견하고, 실종된 여섯 살 앙헬라 기포르드의 부모인 클라우디아와 영국인 남편 마크에게 이를 알린다. 앙헬라임을 식별할 수 있는 특징은 팔찌와 다리 길이 차이뿐이며, 주사 바늘 자국과 산에 입은 화상 등 학대 흔적이 확인된다.
5년 후 클라우디아는 여전히 딸 앙헬라의 비극에 시달리며 진정제에 의존하고, 전 남자친구 토니에게 스토킹을 당한다. 어느 날 클라우디아는 죽은 줄 알았던 앙헬라에게서 구조를 요청하는 전화를 받는다. 앙헬라의 목소리가 앙헬라와 함께 갔던 바닷가를 언급하는 것에 이끌린 클라우디아는 병원 폐건물을 찾아가고, 그곳에서 섬뜩한 천사 이미지와 정형외과용 신발을 발견한다. 클라우디아는 앙헬라 실종 사건을 수사했던 마세라 형사에게 연락하고, 마세라는 최근 경찰 일을 그만두었음에도 불구하고 수사에 동참한다.
마세라의 조사 결과 앙헬라와 비슷한 외모 특징을 지녔으며 비슷한 시기에 실종된 소녀가 있었고, 이 소녀를 이용해 앙헬라의 죽음을 위장했을 가능성이 제기된다. 둘은 예수회 전문가를 통해 “이름 없는 자들”이라는 사탄 숭배 집단이 1962년 리버풀에서 처음 기록되었고, 지도자인 아르헨티나인 산티니는 악랄한 행위로 역방향의 신성에 닿을 수 있다고 믿었고 절대악을 신봉했다는 사실을 알게 된다. 또한 산티니는 이름조차 남지 않을 정도로 극단적으로 자아 정체감을 사라지게 만드는 방식을 도입했는데, 집단의 별명은 여기에서 유래된 것이었다. 산티니는 1982년 스페인에서 두 아이를 강간하고 사체를 훼손한 혐의로 종신형을 받았는데, 그의 음모은 툴레 협회와 연결돼 있고 공범인 다하우 강제 수용소 출신 신경과 전문의는 증거 불충분으로 풀려난 상태이다.
클라우디아와 마세라는 클라우디아의 전화 번호가 적힌 비디오테이프를 받은 오컬트 타블로이드 기자 키로가를 만난다. 영상에는 한 젊은 여성이 고문당하는 스너프 필름과 버려진 병원을 방문했던 클라우디아를 몰래 찍은 푸티지가 담겨 있다. 클라우디아는 불안감에 마세라의 집에서 하룻밤을 보내고, 두 사람은 서로에게 의지한다. 한편 술집에서 이상한 남자가 토니에게 접근해 클라우디아의 집에 무단 침입할 것을 부추긴다.
클라우디아와 마세라는 감옥에 있는 산티니를 찾아간다. 그는 앙헬라를 알고 있음을 암시하며, “모든 것이 시작된 곳”에서 앙헬라를 찾으라는 수수께끼 같은 조언을 한다. 곧 산티니의 추종자들이 여전히 활동 중임이 명백해지고, 클라우디아의 집으로 돌아온 두 사람은 토니의 시체와 함께 또 다른 암호를 발견한다.
키로가는 앙헬라가 잉태된 장소인 호텔 폐건물에 먼저 도착하지만 신도들에게 살해되고, 뒤이어 도착한 마세라도 살해당한다. 클라우디아는 앙헬라로부터 전화를 받아 호텔로 유인되고, 그곳에서 앙헬라의 아버지 마크를 포함한 신도들을 마주한다. 마크는 앙헬라의 임신, 앙헬라를 순수한 존재로 키워낸 양육 과정, 앙헬라의 납치, 고문을 통한 앙헬라의 타락, 그리고 클라우디아가 이곳에 오게 만든 것까지 모두 순수한 악을 찾아내려는 그들의 치밀한 계획이었다고 밝힌다. 클라우디아는 악에 물든 딸 앙헬라와 대면하고, 앙헬라는 어머니 클라우디아를 죽이는 “궁극적인 만행”을 저지르도록 조종된 상태이다.
앙헬라는 클라우디아 대신 마크를 총으로 쏘고, 세뇌에 저항하는 듯 보인다. 하지만 곧 앙헬라는 더 사악한 계획이 있다며 클라우디아에게 다시 전화하겠다고 말한 뒤 입에 총구를 물고, 총 소리가 울려 퍼지는 가운데 영화가 끝난다.

## 출연진
- 에마 빌라라사우
- 카라 엘레할데
- 트리스탄 우요아
- 토니 세비야
- 브렌던 프라이스
- 조르디 다우데르

## 수상
- 2000년 제4회 부천 국제 판타스틱 영화제 심사위원 특별상 (장편)